# Fürstenberg-Geisingen
Fürstenberg-Geisingen fue un condado en el sur de Baden-Württemberg, Alemania, durante la Edad Media. Una partición de Fürstenberg-Fürstenberg, fue heredado por los condes de Fürstenberg-Baar en 1483.

## Condes de Fürstenberg-Geisingen (1441-1483)
- Juan VI (1441-1443)
- Egon VI (1443-1483)

- Datos: Q3755496